# Neusiedl an der Zaya
Neusiedl an der Zaya est une commune autrichienne du district de Gänserndorf en Basse-Autriche.

## Géographie
Neusiedl an der Zaya se dresse au milieu des collines du nord-est du Weinviertel, 10 km à l'ouest de Hohenau an der March. Sa superficie est de 17,58 km2, dont 17,27% de forêt.

## Économie
La commune comptait en 2001 51 emplois dans l'agriculture et la sylviculture.
Neusiedl est l'un des plus importants gisements de pétrole d'Autriche, et la commune a consacré un musée à cette activité.
En 2012, 20 premières éoliennes ont été construites : leur puissance de 46 MW représente la part la plus importante d'énergie éolienne en Basse-Autriche.

### Tourisme
Il y avait un téléski jusqu'en 2007, qui a été démonté car trop peu rentable ; mais les pistes de ski, exposées au nord, sont toujours fréquentées. La station se trouve au bord de la Zaya.